# Ketro, Sragen
Ketro är en administrativ by i Indonesien.   Den ligger i provinsen Jawa Tengah, i den västra delen av landet, 500 km öster om huvudstaden Jakarta. Ketro ligger vid sjön Waduk Ketro.